# 上海快鹿投资集团
上海快鹿投资(集团)有限公司、又称快鹿集团，是一家位于上海市的金融公司，注册地在长宁区。2016年起，与相关公司涉及一系列非法集资案件引人关注。原董事长施建祥已中国政府通缉。

## 历史
前身可追溯至1953年成立的上海快鹿电线电缆有限公司，是以生产快鹿牌电话线知名的国有线缆企业。1999年国企改革，企业家施建祥收购上海宣布破产的四家国有企业。其中，快鹿即是受长宁区人民政府委托而收购，他以1亿元资金收购10亿资产的快鹿。企业因此转为私营。
2010年、2012年，公司获得小额贷款、融资担保两块牌照，进军金融业。此后，建立起一系列公司，或称“快鹿系”。2015年，中国大陆的互联网金融、影视成为热门投资领域。快鹿集团以“互联网+金融+影视”的概念，吸收了过百亿的投资。在一个不完全统计中，旗下公司有328家。
快鹿集团拥有三个P2P借贷平台——金鹿财行、当天财富、东虹桥小贷。而快鹿集团对外否认与金鹿财行所属公司——上海金鹿财行财富投资管理有限公司的隶属关系。根据工商公示信息，快鹿集团和东虹桥金融控股公司确实是金鹿财行的发起方。

## “快鹿系”集资诈骗案

### 案发
2013年，电影《叶问3》开拍，制作团队来自香港，但由快鹿集团旗下子公司投资拍摄。施建祥担任电影制片人。此片是资本参与影视制作的样本。与快鹿集团相关的神开股份、十方控股、当天财富等多家公司、机构认购了《叶问3》在中国大陆的电影票房收益权。当时，神开股份由快鹿集团控股，施建祥则是十方控股第二大股东。2016年2月23日，十方控股以1.1亿元人民币的价格向合禾影视收购《叶问3》在大陆地区55%的票房收益权。25日，十方控股公告，施建祥将出任董事会主席。3月4日，《叶问3》在大陆上映。上映前，施建祥成为十方控股第一大股东。上映之初，《叶问3》在票房上取得巨大成功，至3月6日，成为当周票房冠军。就在上映首日，十方控股股价大涨22%。然而上映不久，即爆出票房造假。受此质疑影响，在3个交易日后，至3月9日收盘，十方控股累计跌幅47.78%，神开股份累计跌幅10.26%。同月，金鹿财行出现兑付风波。由此引发一系列事件，称快鹿事件。4月6日，快鹿集团公告并购金鹿财行、当天财富。
7月8日，离职的集团董事局主席徐琪对外指控，集团高管邵某某、韦某某等人侵吞50亿元集团资产。徐琪亦被控侵吞6千万元集团资产。9月8日，与快鹿集团关系密切的原上海市长宁区区长、上海市经济和信息化委员会主任，现上海仪电（集团）有限公司监事会主席李耀新“落马”。9月13日，上海市公安局长宁公安分局在微博发布案情通告，称金鹿财行、当天财富未取得合法资质的情况下，面向公众募集资金，涉嫌非法吸收公众存款罪。9月中旬，上海市公安局经济犯罪侦查总队已对快鹿集团进入全面调查。东方卫视主持人陈蓉为快鹿旗下平台“金鹿财行”的形象代言人，以及上海东虹桥融资担保有限公司的股东。12月24日，由快鹿债权人共同设立的“快鹿债权人TM”微信公众号发布了一封名为“2016.12.24 维权行动：实名举报陈蓉和坚决反对其主持春晚”的实名举报信，强调债权人因相信陈蓉代言和东虹桥融资担保担保购买了“金鹿财行”的理财产品。
2018年5、6月间，与施建祥关系密切的崔永元举报影视圈阴阳合同。10月，由此引发的范冰冰偷税漏税事件得出调查结论。崔永元披露在向国家税务总局提供证据的过程中，被上海公安局经侦大队派员询问。同时，上海警方侦查他所参与的公司，审讯他之前的助理。上海警方询问崔永元，因范冰冰案，或因快鹿集团案，不得而知。

### 一审
2018年9月25日、26日，上海市第一中级人民法院对“快鹿系”集资诈骗案进行一审。法院公开审理了快鹿集团、上海长宁东虹桥小额贷款股份有限公司、上海东虹桥融资担保股份有限公司以及徐琪、张蕾、黄家骝、孙晔等12名个人集资诈骗、非法吸收公众存款一案。公诉机关指控，快鹿集团以“互联网金融”名义进行非法集资并诈骗集资款。而上海长宁东虹桥小额贷款股份有限公司则应快鹿集团要求制造虚假债权凭证，并由上海东虹桥融资担保股份有限公司提供不可撤销连带责任保证。此案非法集资共计400亿余元，共造投资人实际损失100亿余元。26日晚8时37分，庭审结束。合议庭将在评议后对案件择期宣判。
2019年1月16日，上海市第一中级人民法院公开宣判，对快鹿集团、东虹桥小贷公司、东虹桥担保公司分别以集资诈骗罪判处罚金人民币15亿元、2亿元、2亿元；对黄家骝、韦炎平以集资诈骗罪判处无期徒刑，并处罚金；对徐琪以集资诈骗罪、非法吸收公众存款罪两罪并罚判处有期徒刑13年，并处罚金；对周萌萌等其余12名被告人以集资诈骗罪分别判处有期徒刑15年至9年不等的刑罚，并处罚金。一审宣判后，黄家骝等14名被告人均不服，提出上诉，上海市高级人民法院依法组成合议庭进行了审理。

### 二审
2019年7月9日，上海市高级人民法院对快鹿集团、东虹桥小贷公司、东虹桥担保公司以及黄家骝、韦炎平、周萌萌、徐琪等15人集资诈骗、非法吸收公众存款系列上诉案依法作出终审裁判，裁定驳回上诉、维持原判。